# Литовченко, Влада Владимировна
Влада Владимировна Литовченко (7 августа 1970, Бровары, Украинская ССР) — кандидат исторических наук, директор КЗ КОР «Вышгородский историко-культурный заповедник», член Экспертного совета по нематериальному культурному наследию при Министерстве культуры и стратегических коммуникаций Украины. Председатель Комитета по присуждению премии по нематериальному культурному наследию при Министерстве культуры и стратегических коммуникаций Украины. Эксперт Украинского культурного фонда. Влада Владимировна Литовченко – один из самых влиятельных лидеров в развитии культурного и исторического достояния нашей страны. общественный деятель, Глава Международного Фонда культурного сотрудничества, Советник министра по вопросам семьи, молодежи и спорта (2008—2011 гг.), доцент Международного университета «Украина», курс «Всемирное наследие ЮНЕСКО», Мисс Украина 1995.

## Жизнеописание
Влада Литовченко родилась 7 августа 1970 г. в г. Бровары Киевской области. С отличием окончила музыкальное училище имени Глиэра по классу фортепиано, Одесскую консерваторию, Дипломатическую Академию при МИД Украины. А также аспирантуру Дипломатической Академии при МИД Украины.
- 1985 — с отличием окончила Киевское государственное высшее музыкальное училище имени Рейнгольда Глиэра по классу фортепиано
- 1994 — окончила Одесскую государственную музыкальную академию им. А.В.Неждановой по классу фортепиано
- 1994—1996 — ведущая телеканала УТ-3
- 1995 — «Мисс Украина 1995»
- 1998-2009 — Генеральный директор Центра творческого развития молодежи «Karin Models»
- 2007 —  Глава Благотворительного фонда «Одаренные дети — будущее Украины»
- 2009 — окончила Дипломатическую Академию при МИД Украины
- 2010 — реализовывает Программу социальной адаптации для девушек "Я - БЕРЕГИНЯ"
- 2010 — реализовывает Программу «Діалог культур та цивілізацій»
- 2011 — реализовывает Всеукраинскую программу пополнения 24-х областных библиотек Украины для юношества «З книгою в серці»
- 2011 — запускает Всеукраинский культурно-образовательный проект «Всесвітня спадщина в руках молоді»
- 2012 — реализовывает информационный проект «Наша спадщина», посвященный культурным и природным достоянием Украины
- 2012 — второй раз успешно реализовывает Всеукраинский социально-воспитательный проект «Я-Берегиня»
- 2013 — основала Международный Фонд культурного сотрудничества
- 2013 — 12 октября в Киеве прошел первый на Украине Фестиваль Азиатской кухни и культуры 2013 года, инициированный и организованный Международным Фондом культурного сотрудничества, Посольствами Индии, Индонезии, Малайзии, Кореи, Пакистана и Японии.
- 2013 — окончила Аспирантуру Дипломатической Академии Украины при МИД Украины
- 2013 — стала старшим преподавателем Международного университета «Украина», курс «Всемирное наследие ЮНЕСКО»
- 2014 — член Общественного совета при Министерстве культуры Украины
- 2015 — «900 аргументів Кіностудії Олександра Довженка», координатор проекта Влада Литовченко
- 2015 — «Борщівська сорочка. Традиції і сучасність», куратор проекта Влада Литовченко
- 2015 — Влада Литовченко организовала Международный детский фестиваль «Дети за мир»
- 2015 — организовала Международный культурно-просветительский проект «Нас єднає Шевченкове слово»
- 2015 — Кандидат исторических наук, тема диссертации «Роль ЮНЕСКО в охране и сохранении культурного наследия на Украине»
- 2016 — второй Международный культурно-просветительский проект «Нас єднає Шевченкове слово», организатор проекта Влада Литовченко
- 2016 — Открытый урок Шевченко с участием интеллектуальных и культурных лидеров нации, организатор Влада Литовченко
- 2016 — Почетный президент Международного детского кинофестиваля «Золотой ключик»
- 2016 — в августе Влада Литовченко стала председателем Совета Аграрной партии по вопросам культуры и духовности
- с 2016 – по настоящее время – возглавляет КЗ КОР «Вышгородский историко-культурный заповедник»;
- с 2018 -2020, 2023 - по настоящее время - член Экспертного совета по нематериальному культурному наследию при Министерстве культуры и стратегических коммуникаций Украины;
- с 2018–2020; 2020–2022; 2023 - по настоящее время - Председатель Комитета по присуждению премии по нематериальному культурному наследию при Министерстве культуры и стратегических коммуникаций Украины;
- 2021 год – в рамках Государственной программы к 30-летию Независимости Украины, вышла монография авторства Влады Литовченко «Всемирное наследие ЮНЕСКО в Украине»;
- с 2023 г.; 2024 - по настоящее время - член экспертного совета программы «Культурное наследие» Украинского культурного фонда;
- с 2023 г. - по настоящее время - член Национального союза кинематографистов Украины;
- с 2023 г. — по настоящее время — член Национального союза Краеведов Украины;
- в 2023 году была издана монография совместного авторства Влады Литовченко и Валентины Демьян «Нематериальное культурное наследие как самый главный инструмент сохранения украинской нации» — монография, посвященная проблематике сохранения НКС.

## Научная степень
Кандидат исторических наук, тема диссертации «Роль ЮНЕСКО в охране и сохранении культурного наследия в Украине (недоступная ссылка)»

## Общественная деятельность
Влада Литовченко — президент благотворительного фонда «Одаренные дети — будущее Украины».
Председатель Общественной организации «Международный фонд культурного сотрудничества»

## Карьера бренд-модели
В модельное агентство Влада пришла за компанию с подругой и по счастливой случайности оказалась в нужное время в нужном месте. Литовченко начали совмещать эту работу с должностью менеджера агентства. Собственно агентство «Karin MMG» (Karin Model Management Group) Влада возглавляла с 1998 по 2009 г.
Влада Литовченко - лицо пяти торговых марок «Osmany Laffita», «Dr. Sante Rozarium»,«Евгений Фененко», «М'яке золото». С 11 мая 2007 Влада была «лицом» компании «Ягуар» на Украине.

## Литературная деятельность
В 2003 вместе с Милой Щербань и Яном Медниковым Влада Литовченко стала соавтором первого на Украине учебника модельного бизнеса «Профессия: модель». Также, ведет блог на «Украинской правде». Влада также вела рубрики «Стиль» в журнале XXL, «Этикет» в «Cosmolady» и «Готовимся к сезону» в «Chercher la femme» и «Женщины будущего» в L’Officiel. В 2011 входит в состав жюри литературного конкурса «Юное слово». В 2011-2012-м инициировала и подготовила серию печатных материалов, посвященных культурным и природным достоянием Украины в газете «День», а также серию репортажей «Наше наследие» в газете «Голос Украины» и на сайте Информационного агентства «УНИАН». В 2021 году в рамках Государственной программы к 30-летию Независимости Украины, вышла монография авторства Влады Литовченко «Всемирное наследие ЮНЕСКО в Украине». В 2023 году была издана монография совместного авторства Влады Литовченко и Валентины Демьян «Нематериальное культурное наследие как самый главный инструмент сохранения украинской нации» — монография, посвященная проблематике сохранения НКС.

## Трудовая деятельность
- 2008-2011 гг. - советница Министра по вопросам семьи, молодежи и спорта;
- С сентября 2010-го работала в должности заместителя заведующего кафедрой ЮНЕСКО Дипломатической академии при МИД Украины;
- В 2011 по инициативе Фонда прошел Всеукраинский культурно-образовательный проект «Всемирное наследие в руках молодежи» (Украина 2011) World Heritage in Young Hands, базирующийся на одноименной программе Центра Всемирного наследия ЮНЕСКО. Инициатива призвана повысить культурную компетентность украинской молодежи, способствовать воспитанию уважения к культурному наследию Украины, национальным традициям и достояниям. В рамках проекта проведены занятия, тренинги, мастерские и тематические экскурсии в объекты культурного и природного наследия Украины, а также Всеукраинский конкурс молодежного творчества «Культурное наследие Украины глазами молодежи», итоговая выставка которого состоялась 1 июня во Дворце «Украина». В июне 2011 года в рамках проекта ко Всемирному дню охраны окружающей среды прошла акция по высадке 50 древовидных пионов «Зеленая аллея ООН», прошедшая в Национальном ботаническом саду им. М. М. Гришко.[4];
- В сентябре 2015 года в рамках выставки «Благословенная Украина» Влада Литовченко провела показ старинных борщевских вышиванок. К демонстрации национальной украинской одежды были приобщены люди, чей вклад в развитие украинской культуры не остался незамеченным: Ольга Сумская, Владимир Талашко, Маша Собко, Мария Яремчук, Влада Литовченко, Виталий Козловский, Вадим Красноокий, Диана Попова, Айна Гассе, Петр Черный, Наталья Карпа, Евгений Хмара, Надежда Тутенко, Алексей Гладушевский, Владимир Дорош, Светлана Мазур, Дмитрий Хоркин, Лилия Буряк, Ярослава Руденко, Александр Скичко, Александра Решмедилова, Оксана Стебельская, Надежда Тутенко, Сергей Гладырь, Ирина Игнатенко и Алексей Толко. [5];
- С 2016 - директор Вышгородского историко-культурного заповедника;
- Влада Литовченко является инициатором и соорганизатором многих мероприятий вместе с ведущими государственными, научными и музейными учреждениями Украины, которые предназначены для решения проблем сохранения нематериального культурного наследия: ·
- Международной конференция «Образование в нематериальном культурном наследии: охрана и исследование»; ·
- Международной онлайн конференции «Главный инструмент охраны нематериального культурного наследия – основа объединения всех заинтересованных сторон»; ·
- 5-я Международная научная конференция по истории археологии «История археологии: Механизмы управления и формы организации науки»; ·
- 5-я научная областная конференции «Археология Киевщины: исследования, находки, проблемы охраны (совместно с Национальным заповедником «Переяслав», Киевский областной археологический музей); ·
- Организация и проведение в КЗ КОР «Вышгородский историко-культурный заповедник» ІІ Всеукраинской научно-практической конференции «Новейшие археологические и памятникоохранные исследования в Украине: вызовы военного времени»;
- Участие в областной научно-практической конференции «Музей в научно-практическом пространстве сегодняшнего дня» в КЗ КОР «Ржищевский археолого-краеведческий музей»;
- Участие в научно-практической конференции по нематериальному культурному наследию, которая проводилась Космачским сельским советом в сотрудничестве с Научно-методическим центром культуры и туризма Прикарпатья в с. Брустура Космакской ТГ Ивано-Франковской области с целью активизации работы по фиксации, исследованию и сохранению нематериального культурного наследия Киевщины и Украины;
- Участие в качестве спикера во Всеукраинской научно-практической конференции «Трипольский код нации», проводимой КЗ КОР «Ржищевский археолого-краеведческий музей» к 130-летию открытия Трипольской культуры в Украине;
- Участие в открытой научно-практической конференции «Белгород-Киевский. Прошлое. Настоящее. Будущее», организованной отделом культуры Белогородского сельского совета Бучанского района Киевской области в сотрудничестве с Институтом археологии НАН Украины. Доклад "Элементы нематериального культурного наследия Киевщины в Национальном перечне НКН Украины";
- Участие в Межмузейном проекте «Буение цветов. Матвей Донцов», который был презентован в Национальном музее украинского народного декоративного искусства;
- Участие в круглом столе, организованном Министерством культуры и информационной политики Украины, на тему: «Традиционные ремесла: ради мира и социального согласия». Мероприятие состоялось в рамках глобальной кампании по празднованию 20-летия Конвенции об охране нематериального культурного наследия и 15-летия ратификации Украиной Конвенции;
- Влада Литовченко проводит активную организационную работу по привлечению грантовых средств и стали инициатором и куратором трех грантовых проектов Украинского культурного фонда в течение 2019-2021 гг.:
- 2019 год. «Историко-культурное наследие Вышгородщины: QR-кодирование, мониторинг, апробация и популяризация» на сумму 632 521 грн. Впервые на территории Киевской области на памятниках истории и археологии было установлено 22 информационных двуязычных таблички с QR-кодами;
- 2020 год. «Бортничество Полесья: архаическая традиция в современном измерении» в размере 1050589 грн. при поддержке Украинского культурного фонда и с участием Киевской, Житомирской и Ровенской облгосадминистраций;
- 2020-2021 г.г. «Культура во времена кризиса: институциональная поддержка». Созданные в рамках проекта видеоматериалы использованы при разработке виртуального тура по Историческому музею и размещению его на официальном web-сайте ВИКЗ;
- Влада Литовченко является организатором многих межмузейных проектов выставок:
- 2017 – Межмузейный проект «Князья и гончары: новые исследования древнерусского Вышгорода» (совместно с Национальным музеем истории Украины);
- 2017 – Межмузейный проект «Забытое Межигорье» (совместно с Национальным музеем Тараса Шевченко);
- 2017 – Проект Wiki Takes Vyshgorod (совместно с «Википедией Украины»;
- 2017 - Международный культурно-просветительский проект «Нас объединяет слово Шевченко» (совместно с Международным Фондом культурного сотрудничества, Киевским Национальным Университетом культуры и искусств, Управлением культуры КОГА, Национальным музеем Тараса Шевченко);
- 2017 – Выставка «Киевщина на картах XVI-XIX веков» (совместно с Государственным архивом Киевской области);
- 2018 – Международный культурно-просветительский проект «Нас объединяет Шевченково слово» (совместно с Международным Фондом культурного сотрудничества, Киевским Национальным Университетом культуры и искусств, Управлением культуры КОГА, Национальным музеем Тараса Шевченко);
- 2018 – Межмузейный проект «Христианское Наследие нашей земли: Север» (совместно с общественным историко-этнографическим Музеем Креста г. Днепр);
- 2018 – Межмузейный проект «Традиция и стиль» к 220-летию Киево-Межигорской фаянсовой фабрики (совместно с Национальным музеем Истории Украины);
- 2018 – Межмузейный проект «Киевские мотивы. Адреса и адресаты» (совместно с Центральным государственным архивом – музеем литературы и искусства Украины);
- 2018 - Выставка оригинальных почтовых открыток кон. ХІХ – первой трети ХХ в. (совместно с Центральным государственным архивом – музеем литературы и искусства Украины);
- 2018 – Выставка «Традиция и стиль. К 220-летию Киево-Межигорской фаянсовой фабрики» в Национальном музее истории Украины (совместно с Национальным музеем истории Украины);
- 2018 – Выставка «Христианское наследие нашей земли: Север» (совместно с Национальным заповедником «София Киевская»);
- 2018 – Выставка керамических работ победителей столичных художественных школ и художественных отделений школ искусств «Поэзия керамики» (совместно с Киевским методическим центром учреждений культуры и учебных заведений);
- 2019 – Музейно-архивный проект «Историческая Киевщина – заветная земля Кобзаря», приуроченный к 205-летию со дня рождения Т.Г.Шевченко (совместно с Государственным архивом Киевской области);
- 2020 – Уникальный медиа-культурный проект по случаю 90-летия гениальной поэтессы Лины Костенко;
- 2020 – Архивно-музейный проект «Диалог времен. 1761-1932» к годовщине образования Киевской области (совместно с Государственным архивом Киевской области);
- 2022 – Художественный культурно-документальный проект «И на обновленной Земле…», выставка самобытных образцов украинского ткачества, уникальных архивных документов, музейных предметов, посвященных знаменитой ткацкой династии Пособчук-Верес из Иванковского края Киевской области (совместно с музеем ТО.;
- 2023 – Организация и проведение Областного семинара «Элементы НКН как фактор самоидентификации общества» для представителей сферы культуры и носителей НКН Ирпенской ТГ при поддержке Киевского областного совета и Департамента культуры и туризма Киевской областной государственной администрации;
- 2023 – Организация и проведение Областного семинара «Элементы НКН как фактор самоидентификации общества» для общин Вышгородского района и города Вышгород Киевской области, работников сферы культуры, носителей НКН и заинтересованных лиц при поддержке Киевского областного совета и Департамента культуры и туризма Киевской областной государственной администрации;
- 2024 – Организация и выступление с докладом на Областном семинаре «Элементы нематериального культурного наследия как фактор самоидентификации общества» при содействии Департамента культуры и туризма КОГА в Белоцерковском краеведческом музее;
- 2024 – Организация проведения областного семинара «Элементы НКН как фактор самоидентификации общины» в г. Обухове и выступление с докладом для работников сферы культуры, носителей НКН и заинтересованных лиц;
- 2024 – Организация проведения областного семинара «Элементы НКН как фактор самоидентификации общины» в г. Ржищеве и выступление с докладом для работников сферы культуры, носителей НКН и заинтересованных лиц;
- 2024 – Организация проведения областного семинара «Элементы НКН как фактор самоидентификации общества» в г. Бровары и выступление с докладом для работников сферы культуры, носителей НКН и заинтересованных лиц;
- 2024 - Организация совместно с Православной церковью Украины, представленной Киевской православной богословской академией, и участие в XIV Международной научной конференции «Православие в Украине: к 970-летию со дня упокоения благоверного князя Ярослава Мудрого» в Национальном заповеднике «София Киевская».

## Титулы
"Мисс Киев - 1994"
"Мисс Украина - 1995"

## Награды
- «Орден Святого Станислава», 2007
- «Награда за весомый вклад в благотворительную деятельность Украины» от Киевской госадминистрации и Общества Красного Креста, 2008
- «Рейтинг деловых украинок» по версии журнала Weekly.ua, 2009
- Почетная грамота «За благотворительность» Министерства по делам семьи, молодежи и спорта, 2009
- Проект «Женщины, меняющие мир» (в номинации «Благотворительность») от газеты «Вечерние вести», 2009
- Орден «Святой Праведной Анны» от Украинской Православной Церкви, 2010
- «VIVA! Самые красивые 2010»
- «Рейтинг важнейших украинских филантропов» от газеты «ДЕЛО», 2010, 2011
- В мае 2011 года в Грузии получила почетную медаль 5-го Тбилисского международного конкурса молодых пианистов за весомый вклад в развитие мировой музыкальной культуры, 2011;
- Вошла в 100 самых влиятельных женщин Украины. Обладательница титулов «Женщина III тысячелетия» и «Красивый символ нации». Названа «Самой стильной женщиной Украины» (по итогам рейтинга «Женского журнала»);
- 2017 – Благодарность Управления культуры, национальностей и религий Киевской областной государственной администрации;
- 2018 – Благодарность Управления культуры, национальностей и религий Киевской областной государственной администрации;
- 2018 – Почетная грамота от Министерства культуры Украины;
- 2018 – Грамота Вышгородской районной государственной администрации и Вышгородского районного совета;
- 2019 – Благодарность Управления культуры, национальностей и религий Киевской областной государственной администрации;
- 2019 – Почетная грамота Киевского областного совета;
- 2019 – Почетный знак Киевского областного совета;
- 2019 – Благодарность Дарницкой районной администрации в городе Киеве государственной администрации;
- 2019 – Благодарность Вышгородского районного совета;
- 2020 – Благодарность Управления культуры, национальностей и религий Киевской областной государственной администрации;
- 2021 – Почетная грамота Управления культуры, национальностей и религий Киевской областной государственной администрации;
- 2021 – Благодарность Киевского областного совета;
- 2021 – Грамота Вышгородского районного совета и Вышгородской районной государственной администрации;
- 2022 – Почетная грамота от председателя Ровенского областного совета;
- 2023 – Почетная грамота Киевской областной государственной администрации;
- 2023 – Отличие за особые заслуги для развития Вышгородского района от Вышгородской районной государственной администрации;
- 2020, 2021, 2022, 2023 - четыре года подряд попадает в рейтинг ТОП-100 самых влиятельных людей Киевщины;
- 14 октября 2024 года — получила Орден святой равноапостольной княгини Ольги от ПЦУ

## Семья
1995-2004 - была замужем за Игорем Литовченко.
2007-2012 - была замужем за Сергеем Прокаевым.
У Влады две дочери. Старшая - Маргарита (1989 г.) - окончила Киевский институт международных отношений, трудоустроена[значимость факта?]. Младшая - Кристина (1999 г.) - ученица.